# Sierra de Guadalupe, Tultitlán
Sierra de Guadalupe är en ort i Mexiko, tillhörande kommunen Tultitlán i delstaten Mexiko. Sierra de Guadalupe ligger i den centrala delen av landet och tillhör Mexico Citys storstadsområde. Orten hade 2 011 invånare vid folkräkningen 2010.
Orten är belägen på de västra sluttningarna av berget Sierra de Guadalupe, precis norr om Mexico City.